# Oscaruddelingen 1985
Oscaruddelingen 1985 var den 57. oscaruddeling, hvor de bedste film fra 1984 blev hædret af Academy of Motion Picture Arts and Sciences. Uddelingen blev afholdt 25. marts 1985 i Dorothy Chandler Pavilion i Los Angeles, Californien, USA. Værten var Jack Lemmon.

## Vindere og nominerede
Vindere står øverst, er skrevet i fed.
| Bedste film | Bedste instruktør |
| --- | --- |
| - Amadeus – Saul Zaentz, producer - The Killing Fields – David Puttnam, producer - Vejen til Indien – John Brabourne og Richard B. Goodwin, producere - En plads i mit hjerte – Arlene Donovan, producer - Soldier Story – Norman Jewison, Ronald L. Schwary og Patrick Palmer, producere | - Miloš Forman – Amadeus - Woody Allen – Broadway Danny Rose - Roland Joffé – The Killing Fields - David Lean – Vejen til Indien - Robert Benton – En plads i mit hjerte |
| Bedste mandlige hovedrolle | Bedste kvindelige hovedrolle |
| - F. Murray Abraham – Amadeus som Antonio Salieri - Jeff Bridges – Starman som Starman/Scott Hayden - Albert Finney – Under vulkanen som Geoffrey Firmin - Tom Hulce – Amadeus som Wolfgang Amadeus Mozart - Sam Waterston – The Killing Fields som Sydney Schanberg | - Sally Field – En plads i mit hjerte som Edna Spalding - Judy Davis – Vejen til Indien som Adela Quested - Jessica Lange – Country som Jewell Ivy - Vanessa Redgrave – Kvinderne fra Boston som Olive Chancellor - Sissy Spacek – Stormfloden som Mae Garvey |
| Bedste mandlige birolle | Bedste kvindelige birolle |
| - Haing S. Ngor – The Killing Fields som Dith Pran - Adolph Caesar – Soldier Story som Sgt. Waters - John Malkovich – En plads i mit hjerte som Mr. Will - Pat Morita – Karate Kid som Kesuke Miyagi - Ralph Richardson (posthum nominering) – Greystoke - beretningen om Tarzan, abernes konge som 6th Earl of Greystoke | - Peggy Ashcroft – Vejen til Indien som Mrs. Moore - Glenn Close – Den bedste som Iris Gaines - Lindsay Crouse – En plads i mit hjerte som Margaret Lomax - Christine Lahti – Græsenker som Hazel Zanussi - Geraldine Page – Lykkejægerne som Mrs. Ritter |
| Bedste originale manuskript | Bedste manuskript baseret på materiale fra et andet medie |
| - En plads i mit hjerte – Robert Benton - Frækkere end politiet tillader – Manuskript af Daniel Petrie Jr.; Historie af Danilo Bach og Daniel Petrie Jr. - Broadway Danny Rose – Woody Allen - El norte - drømmen om Amerika – Gregory Nava og Anna Thomas - Splash – Manuskript af Lowell Ganz, Babaloo Mandel og Bruce Jay Friedman historie af Bruce Jay Friedman baseret på en historie af Brian Grazer                                     | - Amadeus – Peter Shaffer baseret på hans skuespil - Greystoke - beretningen om Tarzan, abernes konge – P.H. Vazak og Michael Austin baseret på romanen Tarzan, Abernes konge af Edgar Rice Burroughs - The Killing Fields – Bruce Robinson baseret på artiklen "The Death and Life of Dith Pran" af Sydney Schanberg - Vejen til Indien – David Lean baseret på romanen af E. M. Forster - Soldier Story – Charles Fuller baseret på hans skuespil A Soldier's Play |
| Bedste fremmedsprogede film | Bedste dokumentar |
| - La diagonale du fou (Schweiz) - Bag murene (Israel) - Camila (Argentina) - Sesión continua (Spanien) - Voenno-polevoy roman (USSR) | - Historien om Harvey Milk – Robert Epstein og Richard Schmiechen - High Schools – Charles Guggenheim og Nancy Sloss - In the Name of the People – Alex W. Drehsler og Frank Christopher - Marlene – Karel Dirka og Zev Braun - Streetwise – Cheryl McCall |
| Bedste korte dokumentar | Bedste kortfilm |
| - The Stone Carvers – Marjorie Hunt og Paul Wagner - The Children of Soong Ching Ling – Gary Bush og Paul T.K. Lin - Code Gray: Ethical Dilemmas in Nursing – Ben Achtenberg and Joan Sawyer - The Garden of Eden – Lawrence R. Hott og Roger M. Sherman - Vospominaniye o Pavlovske – Irina Kalinina | - Up – Mike Hoover - The Painted Door – Michael MacMillan og Janice L. Platt - Tales of Meeting and Parting – Sharon Oreck og Lesli Linka Glatter |
| Bedste korte animationsfilm | Bedste originale musik |
| - Charade – Jon Minnis - Doctor DeSoto – Morton Schindel og Michael Sporn - Paradise – Ishu Patel | - Vejen til Indien – Maurice Jarre - Indiana Jones og templets forbandelse – John Williams - Den bedste – Randy Newman - Stormfloden – John Williams - Under vulkanen – Alex North |
| Bedste originale sangpartitur | Bedste sang |
| - Purple Rain – Prince - The Muppets Take Manhattan – Jeff Moss - Songwriter – Kris Kristofferson | - "I Just Called to Say I Love You" fra Pigen i rødt – Musik og tekst af Stevie Wonder - "Against All Odds (Take a Look at Me Now)" fra Farlig impuls – Musik og tekst af Phil Collins - "Footloose" fra Footloose – Musik og tekst af Kenny Loggins og Dean Pitchford - "Let's Hear It for the Boy" fra Footloose – Musik og tekst af Dean Pitchford og Tom Snow - "Ghostbusters" fra Ghostbusters – Musik og tekst af Ray Parker Jr.                               |
| Bedste lyd | Bedste scenografi |
| - Amadeus – Mark Berger, Tom Scott, Todd Boekelheide og Chris Newman - 2010 - den anden rumrejse –Michael J. Kohut, Aaron Rochin, Carlos Delarios og Gene Cantamessa - Dune - ørkenplaneten – Bill Varney, Steve Maslow, Kevin O'Connell og Nelson Stoll - Vejen til Indien – Graham V. Hartstone, Nicolas Le Messurier, Michael A. Carter og John W. Mitchell - Stormfloden – Nick Alphin, Robert Thirlwell, Richard Portman og David M. Ronne | - Amadeus – Patrizia von Brandenstein og Karel Černý - 2010 - den anden rumrejse – Albert Brenner og Rick Simpson - Cotton Club – Richard Sylbert, George Gaines og Leslie Bloom - Den bedste – Mel Bourne, Angelo P. Graham, James J. Murakami, Speed Hopkins og Bruce Weintraub - Vejen til Indien – John Box, Leslie Tomkins og Hugh Scaife |
| Bedste fotografering | Bedste Makeup |
| - The Killing Fields – Chris Menges - Amadeus – Miroslav Ondříček - Den bedste – Caleb Deschanel - Vejen til Indien – Ernest Day - Stormfloden – Vilmos Zsigmond | - Amadeus – Dick Smith og Paul LeBlanc - 2010 - den anden rumrejse – Michael Westmore - Greystoke - beretningen om Tarzan, abernes konge – Rick Baker og Paul Engelen |
| Bedste kostumer | Bedste klipning |
| - Amadeus – Theodor Pištěk - 2010 - den anden rumrejse – Patricia Norris - Kvinderne fra Boston – Jenny Beavan og John Bright - Vejen til Indien – Judy Moorcroft - En plads i mit hjerte – Ann Roth | - The Killing Fields – Jim Clark - Amadeus – Nena Danevic og Michael Chandler - Cotton Club – Barry Malkin og Robert Q. Lovett - Vejen til Indien – David Lean - Nu går den vilde skattejagt – Donn Cambern og Frank Morriss |
| Bedste visuelle effekter | |
| - Indiana Jones og templets forbandelse – Dennis Muren, Michael J. McAlister, Lorne Peterson og George Gibbs - 2010 - den anden rumrejse – Richard Edlund, Neil Krepela, George Jenson og Mark Stetson - Ghostbusters – Richard Edlund, John Bruno, Mark Vargo og Chuck Gaspar | |

### Æres-Oscar
- James Stewart "for hans halvtreds års mindeværdige præstationer. For hans høje idealer både på og uden for skærmen. Med respekt og hengivenhed fra hans kolleger."
- National Endowment for the Arts "som anerkendelse af dets 20-års jubilæum og dets dedikerede forpligtelse til at fremme kunstnerisk og kreativ aktivitet og ekspertise inden for alle områder af kunsten."

### Jean Hersholt Humanitær-Oscar
- David L. Wolper

### Special Achievement Academy Award
- Stormfloden – Kay Rose for redigering af lydeffekter